# Myndus deleter
Myndus deleter är en insektsart som beskrevs av Kramer 1979. Myndus deleter ingår i släktet Myndus och familjen kilstritar. Inga underarter finns listade i Catalogue of Life.